# FEINDEF

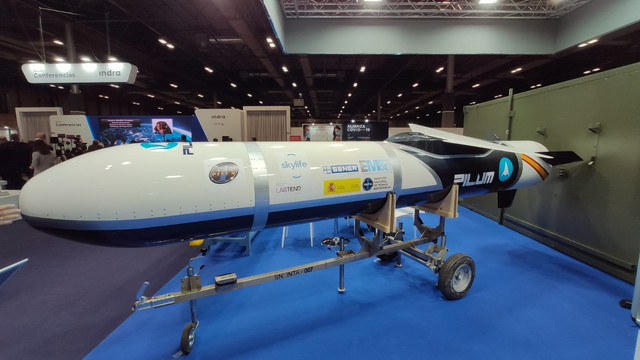
Fusée du Programme PILUM au FEINDEF 2021.

FEINDEF est un salon international consacré à la défense et à la sécurité terrestres et aéroterrestres à Madrid.

## Description
En 2023, l'exposition compte 40 000 m2 pour près de 450 exposants dont 100 internationaux[source secondaire nécessaire].

## 2023
Le 15 mai 2023, il est annoncé qu'un prototype du lance-roquettes multiples SILAM (LRM) participera au salon de l'armement FEINDEF.[pertinence contestée]